# Кунцевская (платформа)
Ку́нцевская (ранее Кунцево I и Кунцево) — остановочный пункт Белорусского направления Московской железной дороги и Белорусско-Савёловского диаметра в Москве.

## Описание
Остановочный пункт открыт в 1874 году, здание вокзала построено в готических формах в 1899-1900 годах по проекту архитектора И. И. Струкова. В начале XX века вокзал славился своим буфетом, что среди местных жителей породило поговорку: «Из Кунцева голодным не уедешь».
На Кунцевской имеются боковая и островная посадочные платформы, соединённые пешеходным мостиком:
- Боковая платформа обслуживает поезда по II пути в сторону центра;
- Островная платформа обслуживает поезда по I пути в сторону области и по экспрессному IV пути в сторону центра (до реконструкции участка в 2010-х — по III пути поезда из/на Усово);
- По экспрессному III пути в сторону области платформы нет, но планируется в будущем при переводе всех поездов, кроме МЦД, на экспрессные пути.

На станции установлены турникеты для прохода пассажиров. Платформы имеют небольшой изгиб.
Часть островной платформы расположена на путепроводе через Рублёвское шоссе. Выходы на Рублёвское шоссе и улицу Алексея Свиридова, а также к улицам Ивана Франко, Житомирскую, Красных Зорь и Клочкова.
Станция Кунцево I по характеру основной работы является промежуточной, по объёму работы отнесена к 4-му классу. Входит в Московско-Смоленский центр по организации работы станций ДЦС-3 Московской дирекции управления движением.
Согласно приказу Росжелдора № 53 от 9 февраля 2021 года, станция Кунцево I исключена из перечня железнодорожных станций Тарифного руководства № 4 датой 25 февраля 2021 года. При этом не было установлено, к каким раздельным пунктам передаётся соседствующее путевое развитие (в восточной горловине, а также рядом с платформой Рабочий посёлок).

## Пригородное сообщение
Входит в состав Московских центральных диаметров, линия МЦД-1. Имеется прямое сообщение с пунктами Савёловского направления. До 21 ноября 2019 года было прямое сообщение с Курским направлением. Время движения с Белорусского вокзала — 18 минут.
Самыми дальними точками пригородного сообщения являются станции Гагарин, Звенигород на западе, а также Дубна, Шереметьево (совместные рейсы МЦД+Аэроэкспресс) и Савёлово на востоке. До 31 декабря 2012 года поезда ходили также до Вязьмы, а до июня 2015 года и с марта 2024 — до Гагарина. Ближайшими конечными точками пригородного сообщения являются Одинцово и Усово на западе и Москва-Смоленская на востоке.
Наземная пересадка на станцию метро «Кунцевская», которая расположена в 400 метрах к северу. В 2021-2022 после открытия станции метро Большой Кольцевой линии планируется непосредственный переход на неё «сухие ноги», срок строительства неизвестен.
Станция является узловой: от главного хода Смоленского направления отходит однопутная ветвь на Усово и Рублёво. Так как путь на Усово отходит от главного хода только в районе платформы Рабочий Посёлок, то с точки зрения пассажиров узловым остановочным пунктом является именно Рабочий Посёлок, а не Кунцевская, таковым он и обозначается в схемах пригородного сообщения. В 2019 году на перегоне МЦД Кунцевская — Рабочий Посёлок между путями были сооружены дополнительные съезды.

## Наземный общественный транспорт
На этой станции можно пересесть на следующие маршруты городского пассажирского транспорта:
- Автобусы: 11, 135, 200, 205, 236, 275, 283, 464, 610, 612, 688, 733

## Фотографии

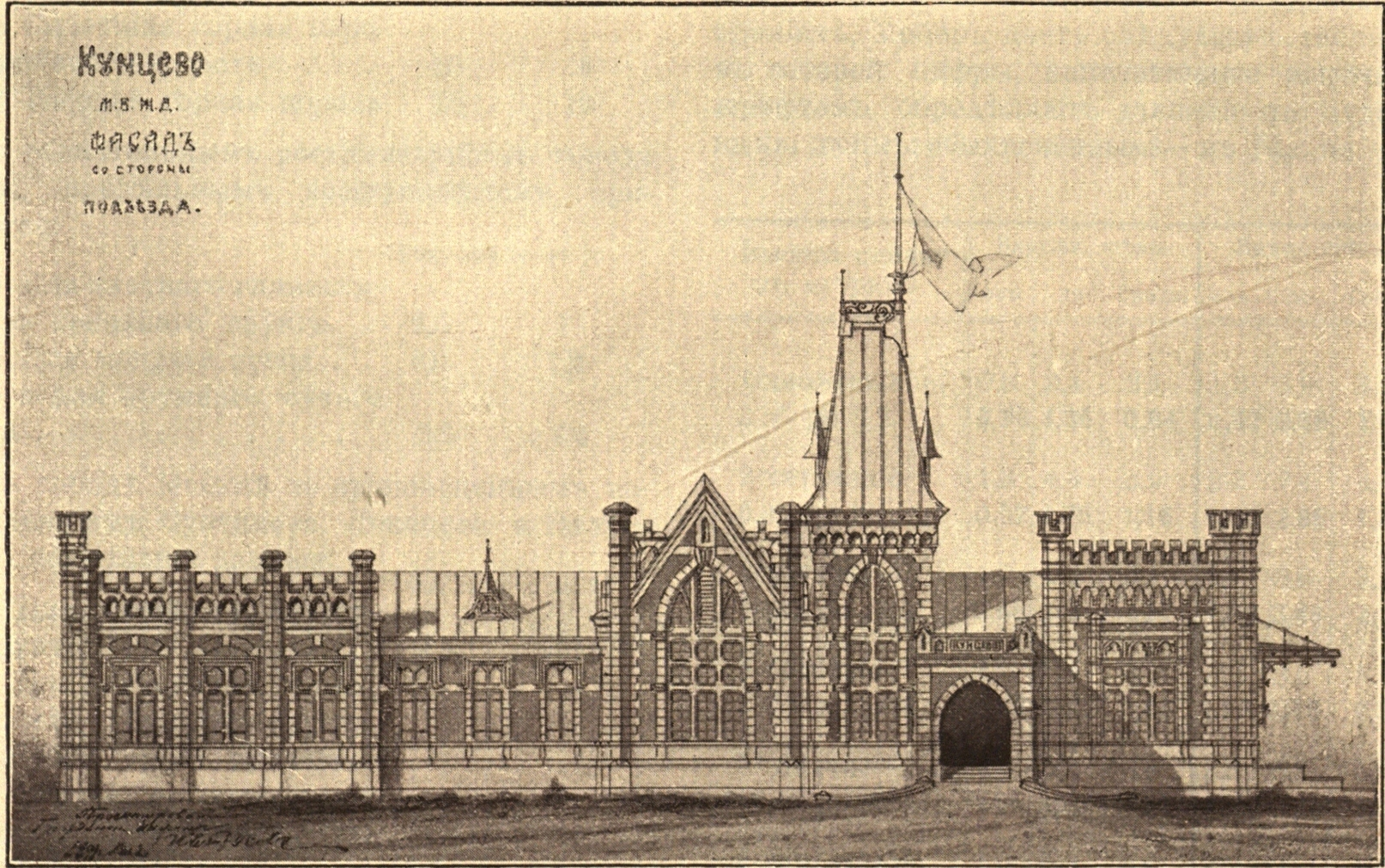
И. Струков. Проект вокзала станции Кунцево. Южный фасад
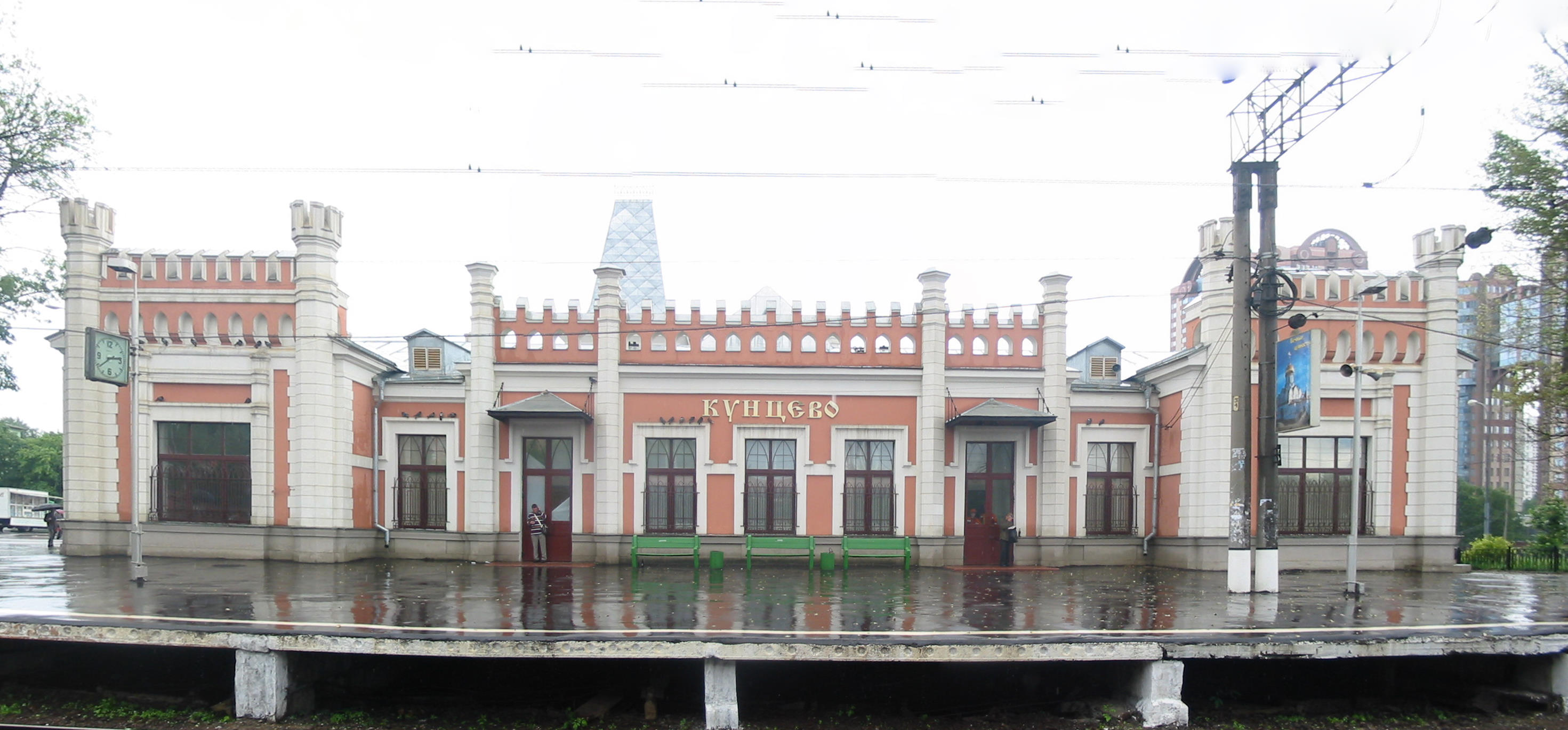
Фасад вокзала во времена МПС (2004)
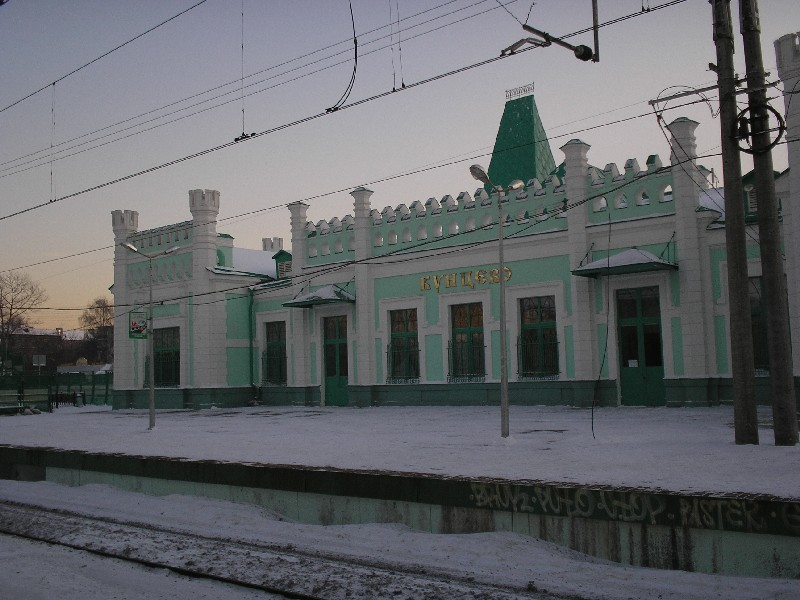
Вокзальное здание станции Кунцево
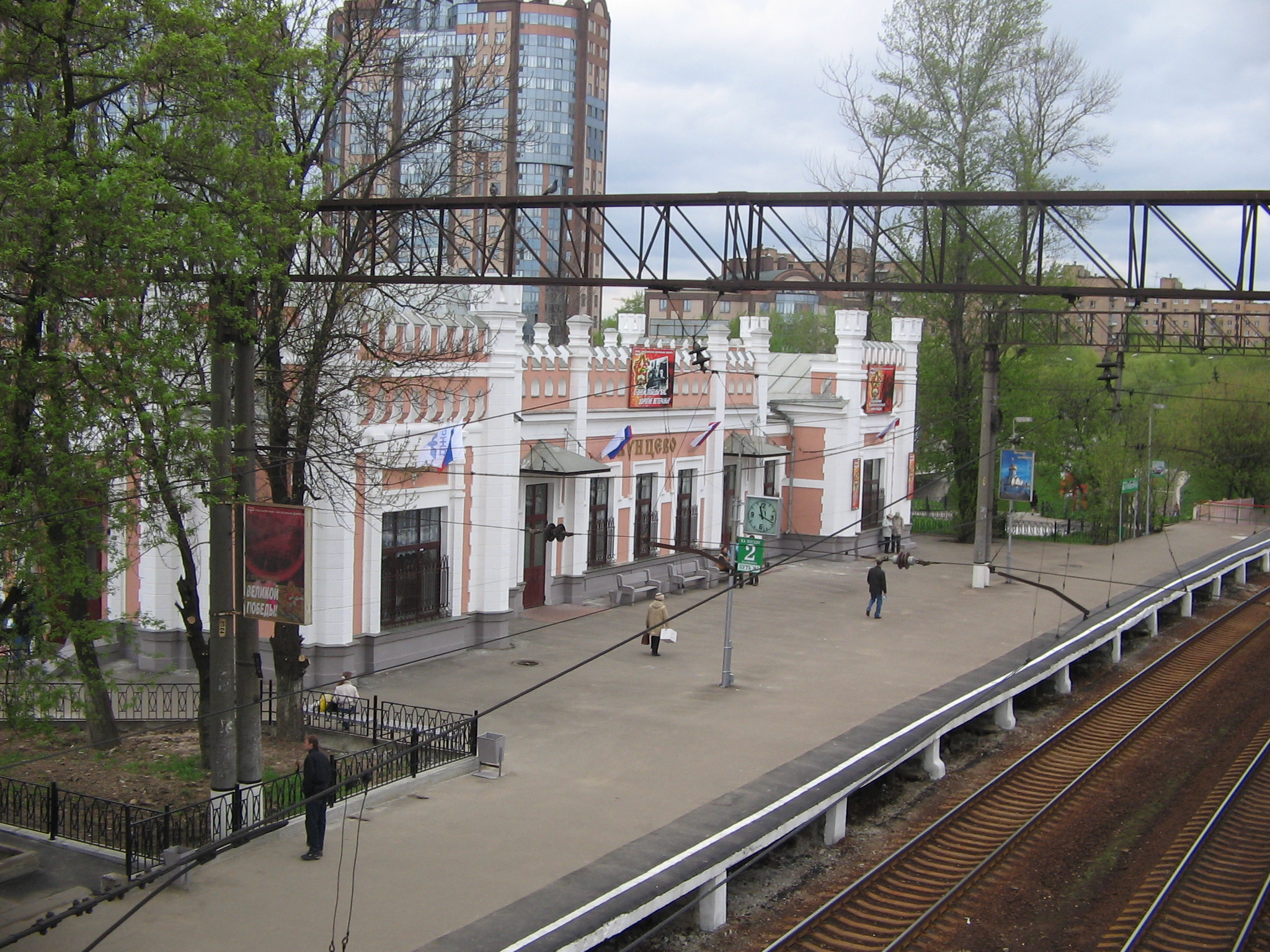
Кунцево — старое здание (фото с моста)
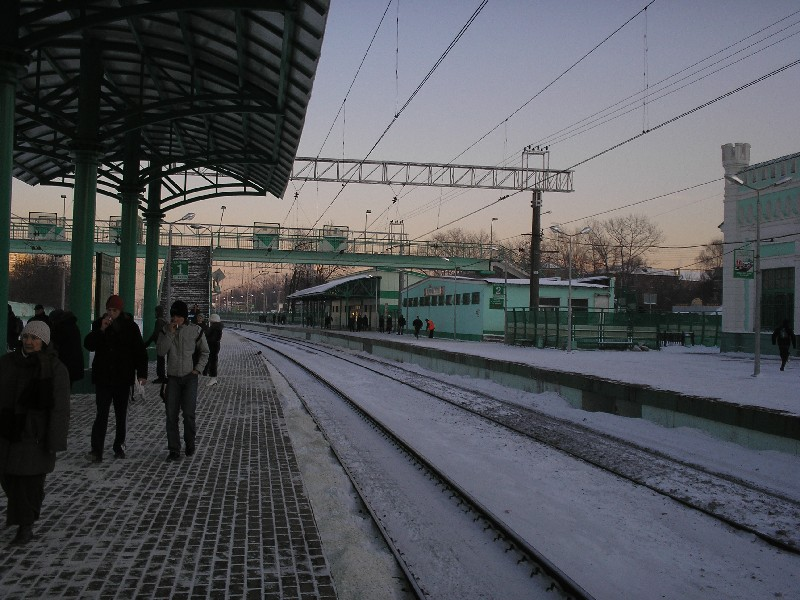
Станция Кунцево. Вид в сторону Белорусского вокзала
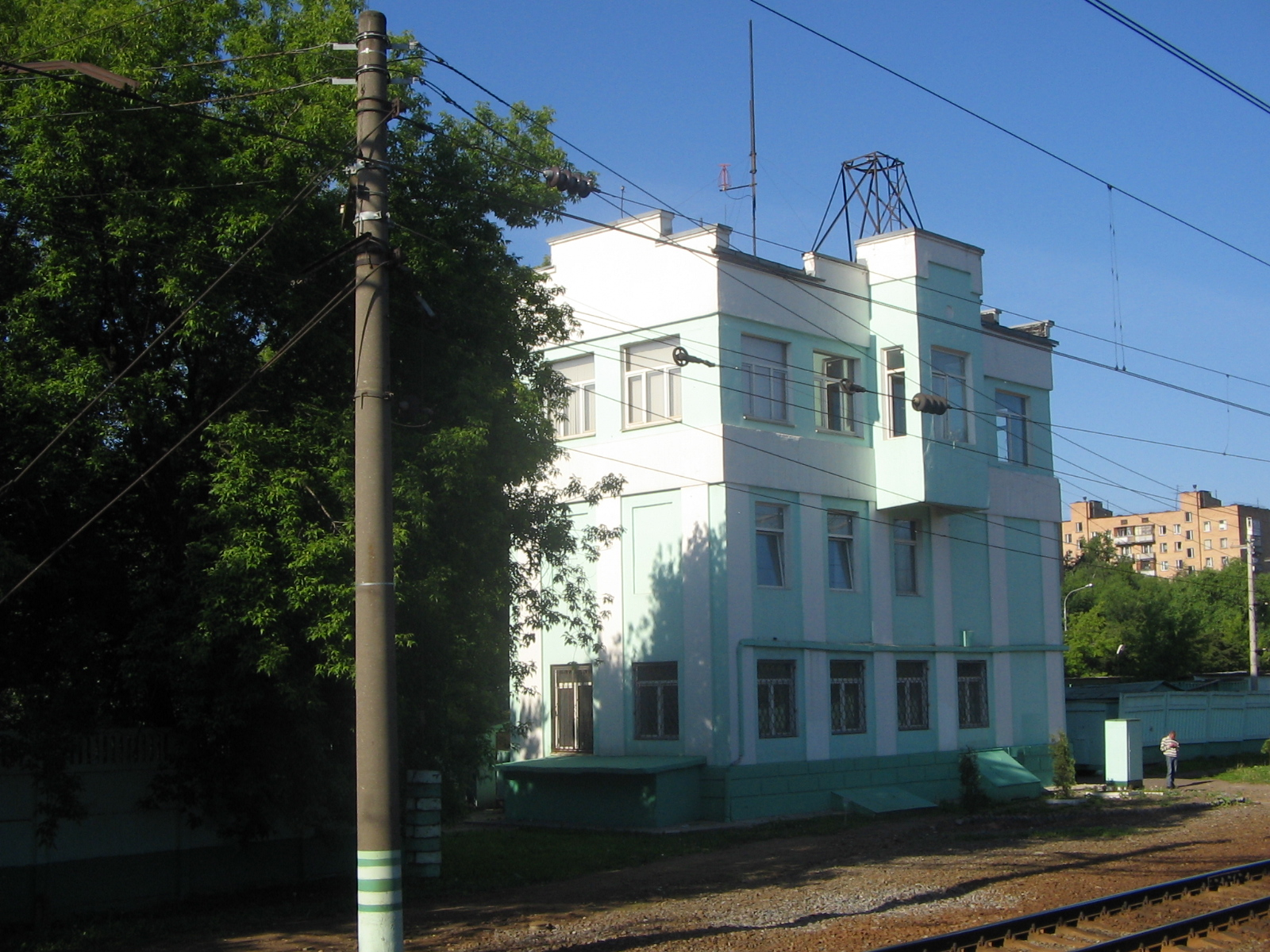
Пост ЭЦ (электрической централизации) рядом со станцией, 1937 года постройки
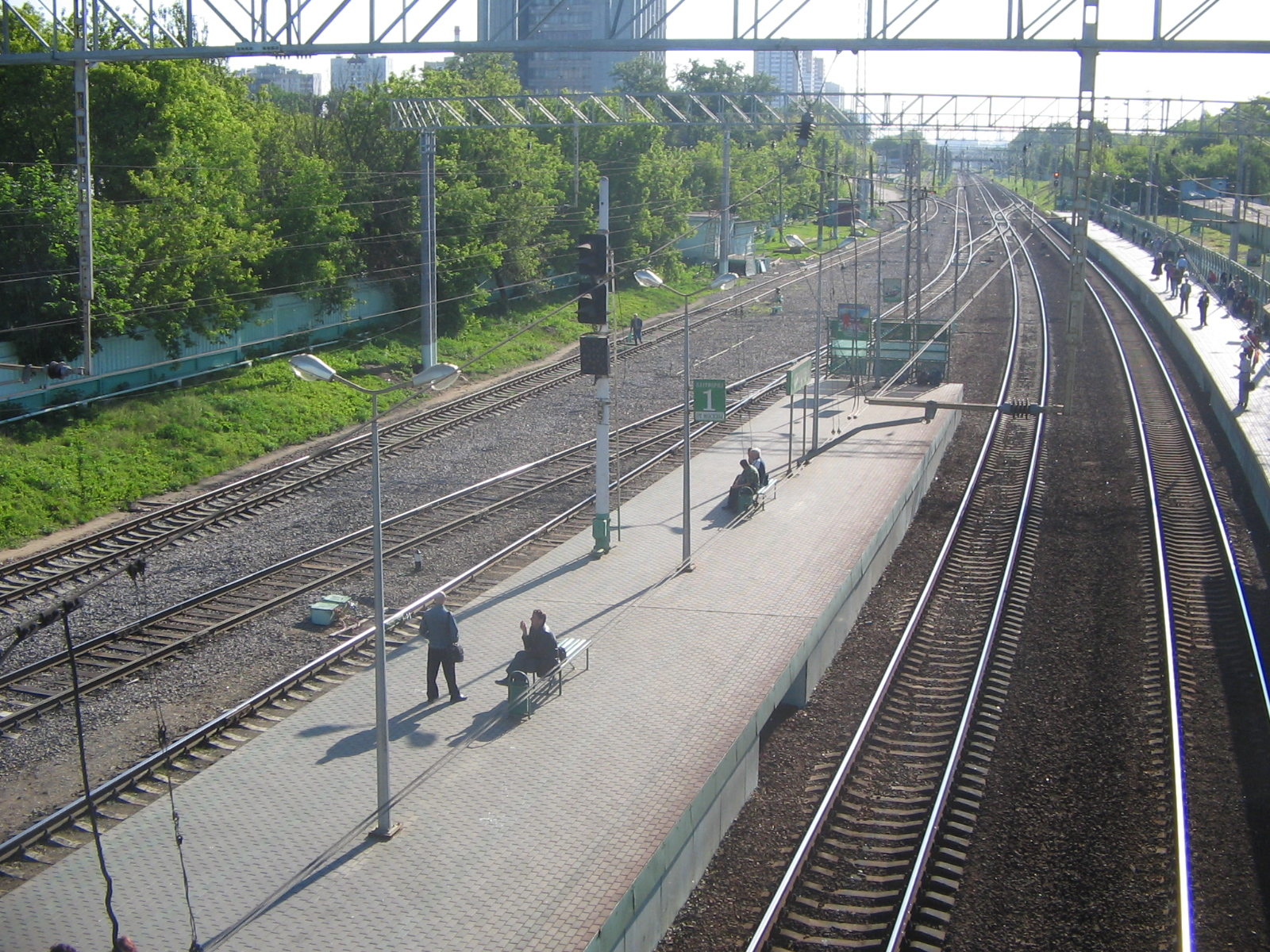
Вид на островную (№ 1) платформу станции
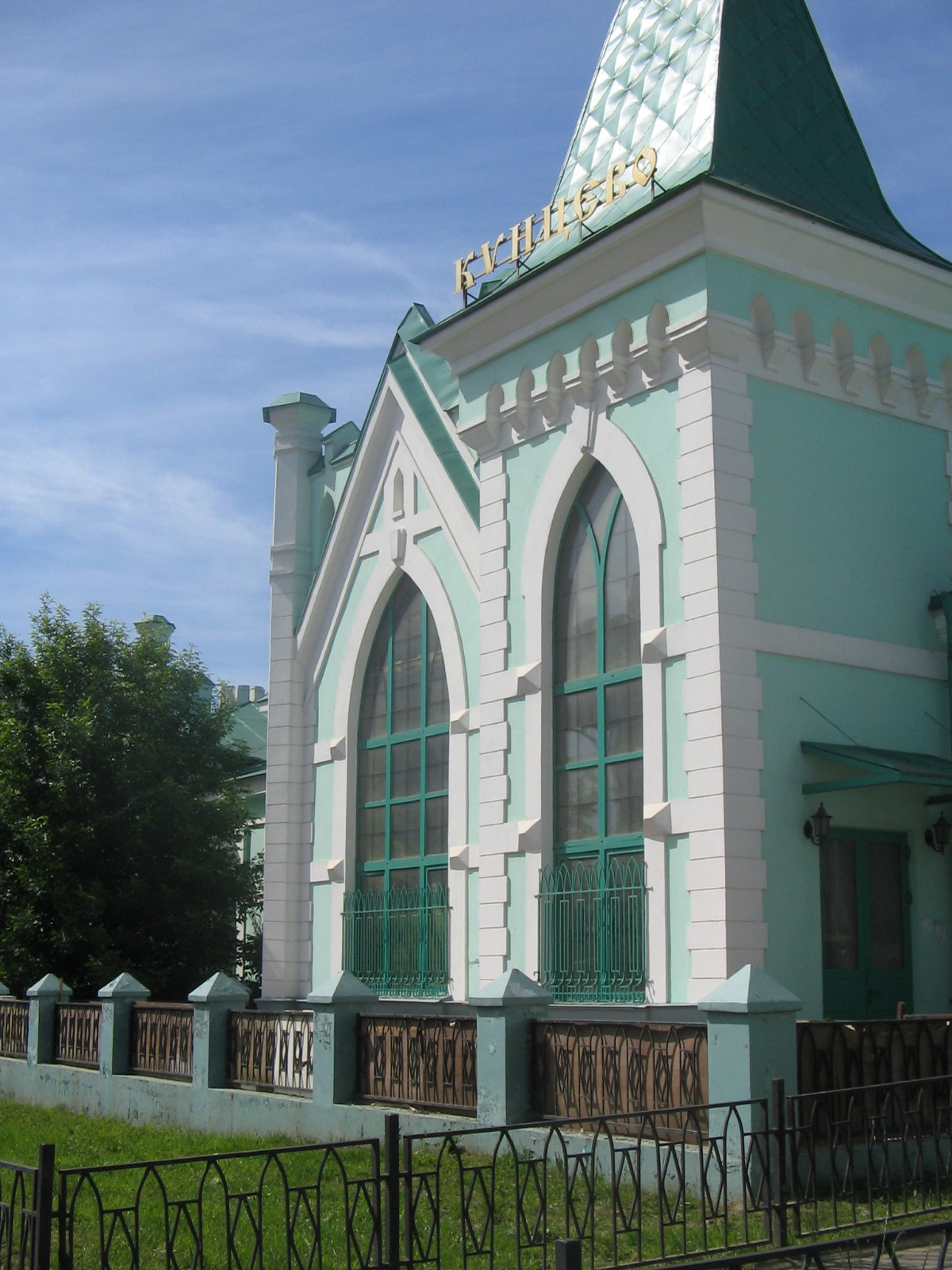
Вокзал
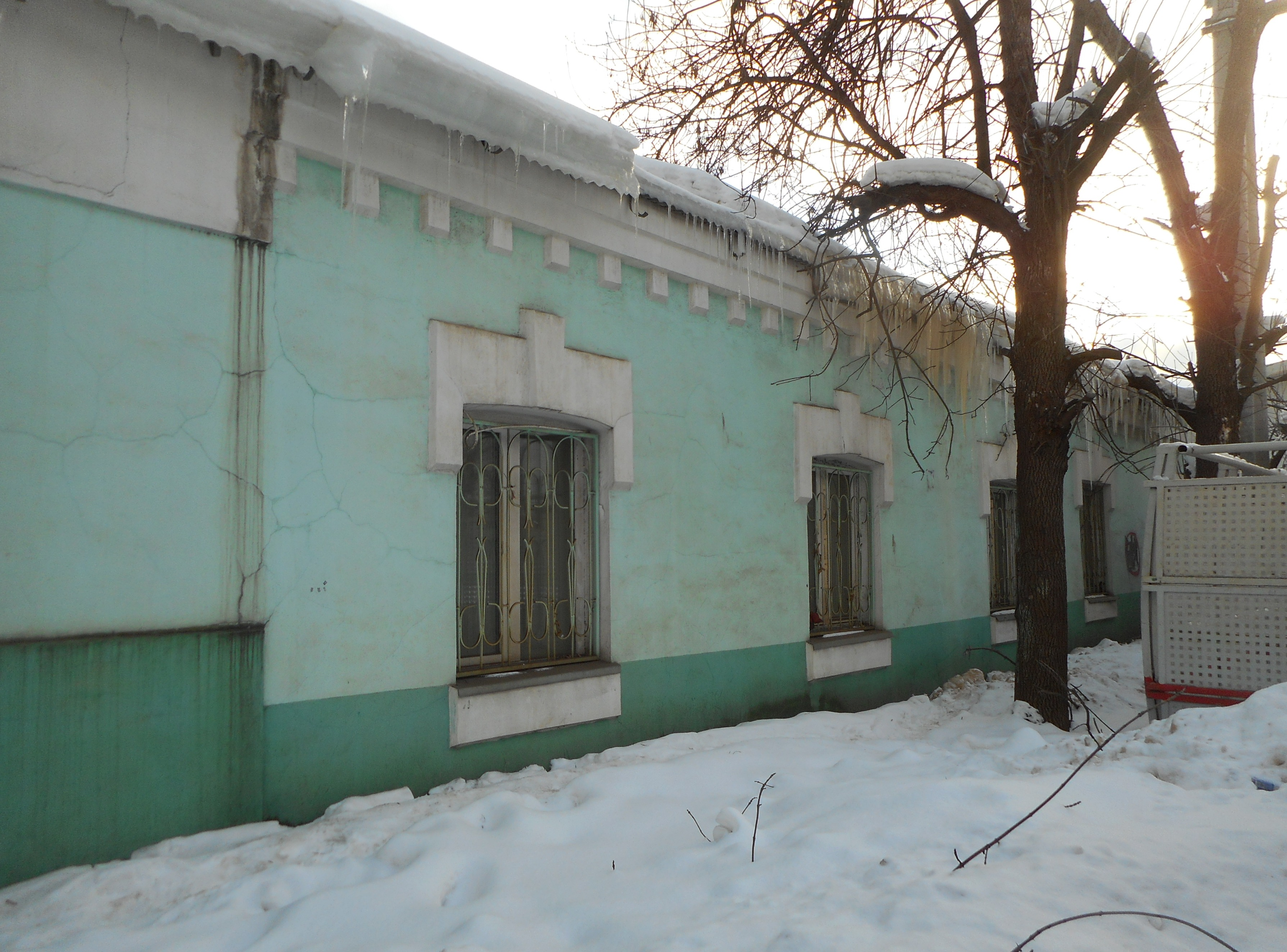
Бывший дом стрелочника на ст. Кунцево
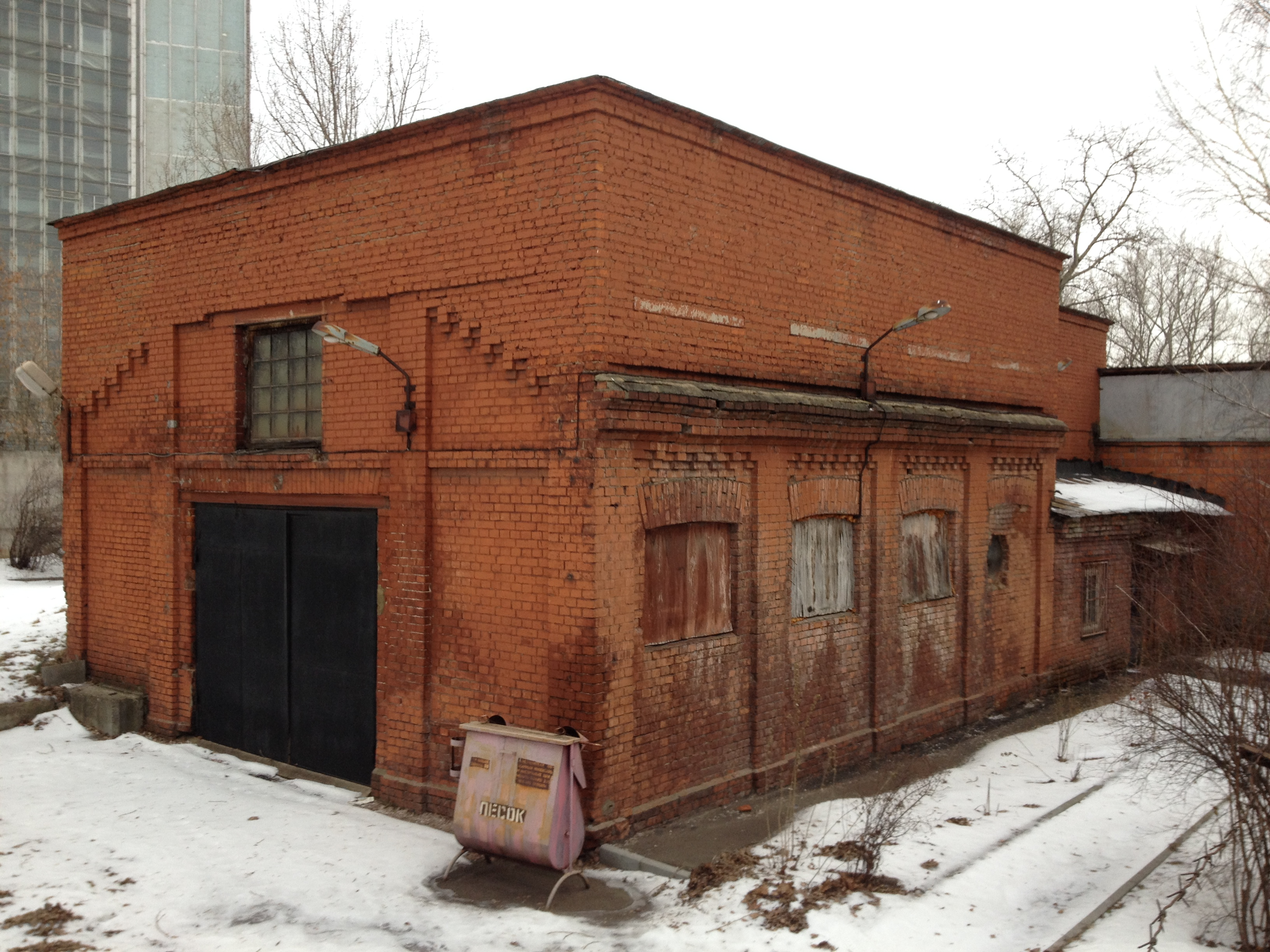
Бывшее здание конюшни при нефтекачке на ст. Кунцево (ул. Ивана Франко, 2)
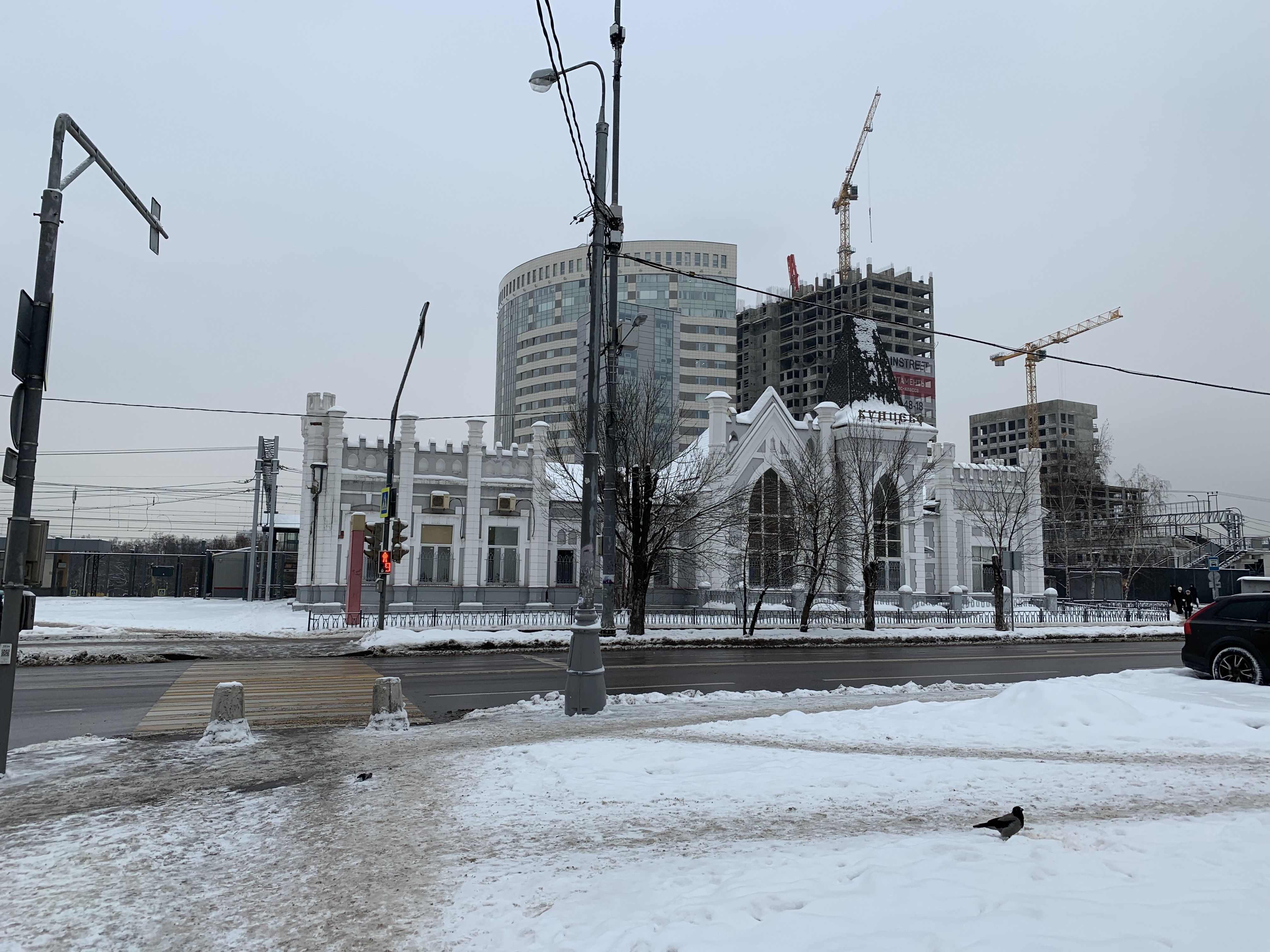
Вид на станцию «Кунцево» с улицы Красных Зорь

## В кинематографе
- «Как стать счастливым» (1985)
- «Забытая мелодия для флейты» (1987)